# Liste des abbés de Saint-Guilhem-le-Désert
La liste des abbés de Saint-Sauveur de Gellone ou de Saint-Guilhem-le-Désert est tirée du livre d'Honoré Fisquet, La France pontificale et de Claude Devic et Joseph Vaissète, Histoire générale de Languedoc tome 4 de l'édition de 1872 par la Librairie Privat de Toulouse.

## Liste des abbés[F 1]
Abbés réguliers
- 804-807 : saint Benoît I d’Aniane
- 807-824 : Juliofred I
- 824-8?? : Hucerand
- 8??-9?? : Hardingue
- 9??-929 : Juliofred II
- 929-940 : Josué[F 2]
- 940-9?? : Euregaire
- 9??-958 : Alinard
- 958-961 : Benoît II
- 961-982 : Geoffroy I
- 982-984 : Guinabert
- 984-988 : Renaud I
- 988-9?? : Geoffroy II
- 9??-10?? : Géraud[F 3]
- 10??-1025 : Pétrone
- 1025-1050 : Geoffroy III[F 4]
- 1050-1074 : Pierre I[F 5]
- 1074-1100 : Bérenger[F 6]
- 1100-1102 : Guillaume I
- 1102-1106 : Hugues I[F 7]
- 1106-1122 : Pierre II[F 8]
- 1122-1137 : Guillaume II[F 9]
- 1137-1143 : Raymond I d’Ermengaud
- 1143-1151 : Hugues II[F 10]
- 1151-1154 : Raymond II d’Ermengaud[F 11]
- 1154-1170 : Richard d’Arboras[F 12]
- 1170-1189 : Bernard I de Mèze[F 13]
- 1189-1190 : Raymond III de Cantobre
- 1190-1196 : Ebles
- 1196-1204 : Hugues III de Fozières[F 14]
- 1204-1212 : Pierre III de Raymond[F 15]
- 1212-1228 : Pierre IV de Layssac[F 16]
- 1228-1249 : Guillaume de Roquefeuil[F 17]
- 1249-1289 : Guillaume IV des Deux-Vierges[F 18]
- 1289-1303 : Guillaume V de Mostuejouls[F 19]
- 1303-1317 : Bernard II de Bonneval[F 19]
- 1317-1324 : Raymond IV de Sérignan[F 20]
- 1324-1347 : Décan/Degan/Doyen d'Uzès
- 1347-1348 : Guillaume VI de Leschamel[F 21]
- 1348-1361 : Raymond V
- 1361-1375 : Pierre V de Roquefeuil
- 1375-1387 : Hugues IV d’Aussac
- 1387-1426 : Renaud II[F 22]
- 1426-1458 : Guillaume VII de Cénaret[F 23]
- 1458-1465 : Gérenton de Montjaux
Abbés commendataires
- 1465-1488 : Jean I de Corquilleray[F 24]
- 1488-1517 : Guillaume VIII Briçonnet (évêque de Meaux)
- 1517-1554 : Michel I Briçonnet (1477-1574) (évêque de Nîmes et de Lodève)
- 1554-1576 : Claude Briçonnet de Glatigny (évêque de Lodève)
- 1576-1579 : Antoine I Martin
- 1579-1596 : Laurent Dupont[F 25]
- 1596-1601 : Michel II de La Roque
- 1601-1611 : Scipion de Roquefeuil
- 1611-1621 : cardinal Jean II de Bonzi
- 1621-1628 : Thomas de Bonzi[F 26]
- 1628-1675 : Pierre VI Henri Autemar de Vires
- 1675-1682 : François Eugon de Fourchand
- 1682-1698 : Gaspard Eugon de Fourchand
- 1698-1737 : Louis de La Tour du Pin de Montauban (évêque de Toulon)
- 1738-1741 : Antoine II de Lastic de Sieujac[F 27]
- 1741-1770 : Jean III Gabriel de Benoît de La Prunarède
- 1770-1781 : Alphonse Hubert de Latier de Bayane
- 1781-1790 : Jean IV Félix-Henri de Fumel (évêque de Lodève)[F 28]